# آداما ساوادوگو
آداما ساوادوگو (انگلیسی: Adama Sawadogo؛ زادهٔ ۲۰ ژانویهٔ ۱۹۹۰) بازیکن فوتبال اهل بورکینافاسو است.
وی همچنین در تیم ملی فوتبال بورکینافاسو بازی کرده است.